# Kombinacja alpejska
Kombinacja alpejska – olimpijska konkurencja narciarska, składająca się z dwóch przejazdów trasy slalomu i jednego zjazdu, rozgrywana zarówno przez kobiety, jak i mężczyzn.
Po raz pierwszy w programie mistrzostw świata w narciarstwie alpejskim kombinacja alpejska pojawiła się w roku 1932 w Cortinie d'Ampezzo, a pierwszymi mistrzami świata w tej dyscyplinie zostali Rösli Streiff i Otto Furrer.
Pierwszym Polakiem, który zdobył medal mistrzostw świata w tej dyscyplinie został w roku 1970 Andrzej Bachleda-Curuś, który w mistrzostwach rozegranych w Val Gardenie (niem. – Gröden) zajął trzecie miejsce. Jeszcze lepiej zaprezentował się on w kolejnych mistrzostwach rozegranych w roku 1974 w Sankt Moritz, zdobywając medal srebrny.
Począwszy od sezonu zimowego 2006/2007 kombinacja alpejska rozgrywana była już tylko sporadycznie, wypierana przez superkombinację.